# PC19 Fietsroute van het Meer van de Boven-Sûre
De PC19 Obersauersees-Radweg of PC19 Lac de la Haute Sûre is een langeafstandsfietsroute (Piste Cycable) in het Luxemburgse nationale fietsroutenetwerk in Luxemburg. De route is nog in de planfase.
Het deel tussen Bavigne en Liefrange is inmiddels opengesteld voor fietsers, het gaat om een traject van 3 km. De verdere uitbreiding volgt in de komende jaren.